# Ulvila
Ulvila, en suédois Ulvsby, est une ville du sud-ouest de la Finlande, dans la province de Finlande occidentale et la région du Satakunta.

## Géographie
La commune est traversée par le large fleuve Kokemäenjoki, ce qui signifie rivière de Kokemäki en finnois.
La partie bordant la rivière fait partie de l'agglomération de Pori et est densément peuplée. Le reste de la commune est nettement plus sauvage.
Les communes voisines sont Pori à l'ouest, Noormarkku au nord, Lavia à l'est, Kokemäki et Harjavalta au sud-est et enfin Nakkila au sud.

## Transports
Ulvila est traversée par la nationale 11 (Pori-Tampere), nationale 2 (Pori-Helsinki) ainsi que par la route regionale 257 (Pori-Ulvila).
La Voie ferrée Tampere–Pori traverse Ulvila.
A son ouverture elle desservait la gare de Friitala et l'arrêt d'Haistila.
Haistila était un port animé, d'où le bois importé par train de l'arrière-pays était chargé sur des barges pour un transport ultérieur vers le port de Mäntyluoto.
Par la suite, les deux gares ferroviaires ont été fermées: Haistila en 1974, la gare de Friitala en 1984.

## Démographie
Depuis 1980, l'évolution démographique d'Ulvila est la suivante:
| Année      | 1980   | 1985   | 1990   | 1995   | 2000   | 2005   |
| ---------- | ------ | ------ | ------ | ------ | ------ | ------ |
| population | 12 809 | 13 960 | 14 317 | 14 490 | 14 118 | 13 803 |

| Année      | 2010   | 2016   | 2020   |
| ---------- | ------ | ------ | ------ |
| population | 13 606 | 13 312 | 12 864 |

## Histoire
Ulvila est une des toutes premières villes du pays, une des six à avoir été fondées au Moyen Âge (en l'occurrence la troisième chronologiquement après Turku et Porvoo).
La ville aurait été fondée en aval de la ville marchande de Teljä, présente dans de nombreux récits et légendes d'avant la colonisation suédoise mais jamais retrouvée par les archéologues.
Teljä a certainement été abandonnée car en raison du glissement vers l'ouest de la côte dû à l'isostasie l'embouchure de la Kokemäenjoki s'est déplacée.
Ulvila est officiellement fondée à l'embouchure du fleuve, au niveau d'un village déjà existant, par le roi Albert de Suède en 1365.
Ville la plus au nord du royaume de Suède, elle reçoit le monopole du commerce sur le Golfe de Botnie et devient rapidement immensément riche. Mais son apogée du XVe siècle sera suivi d'un rapide déclin. En 1550, Gustave Ier Vasa fonde Helsinki en 1550 et ordonne aux habitants d'Ulvila de s'y installer. Quand l'ordre est annulé en 1557, les habitants reviennent pour trouver un port totalement ensablé par les effets de l'isostasie.
L'année suivante, les droits de cité d'Ulvila sont annulés et transférés à une nouvelle ville 7 km en aval: Pori. La ville tombe dans l'oubli pendant une longue période. Les ruines de la cité morte mettent du temps à s'effacer, ne disparaissant sous les cultures qu'au cours du XVIIIe siècle. Les ruines furent fouillées et le terrain largement analysé au cours des années 1970 ce qui a permis aux archéologues d'avoir un éclairage unique sur une ville médiévale bloquée brutalement dans son évolution.
Ulvila recommence à se développer au XIXe siècle, récoltant quelques miettes de l'industrialisation de Pori. En particulier 1870 voit l'ouverture de la très importante tannerie de cuir de Friitala, autour de laquelle la nouvelle cité est édifiée. Cette usine existe toujours, mais ne compte plus qu'une vingtaine de salariés contre 1 500 à l'âge d'or.
Ces industries entraînent l'émergence d'une classe ouvrière très remuante. Les habitants se rallient massivement aux gardes rouges lors de la Guerre civile de 1918. Les rouges vaincus, la commune perdra 250 habitants dans les combats, les camps de prisonniers et les règlements de compte.
La ville accueille 1 000 évacués du village carélien de Hiitola cédé à l'URSS en 1944.
Depuis la fin de la Guerre de continuation, elle a connu une croissance soutenue en raison de sa proximité avec Pori et de sa mine de cuivre.
Ulvila a retrouvé ses droits de cité en 2000 et fusionné en 2005 avec la municipalité rurale de Kullaa.

## Économie

### Principales entreprises
En 2020, les principales entreprises d'Ulvila par chiffre d'affaires sont :
| Société                 | C.A.  |
| ----------------------- | ----- |
| Cimcorp Oy              | 95 M€ |
| Harju Elekter Oy Ulvila | 43 M€ |
| SataMaito Osuuskunta    | 39 M€ |
| UTU Oy                  | 25 M€ |
| Neorem Magnets Oy       | 13 M€ |
| Econia Ulvila           | 11 M€ |
| Sikraft Energia Oy      | 9 M€  |
| Hollmén & Co Oy         | 9 M€  |
| Tampere Holdco Oy       | 8 M€  |
| G-Capital Oy            | 6 M€  |

### Employeurs
En 2021, ses plus importants employeurs sont:
| Employeur               | Employés |
| ----------------------- | -------- |
| Cimcorp Oy              | 357      |
| Econia Ulvila           | 230      |
| UTU Oy                  | 115      |
| Hollmén & Co Oy         | 78       |
| Harju Elekter Oy Ulvila | 78       |
| SataMaito Osuuskunta    | 70       |
| Neorem Magnets Oy       | 53       |
| Ravanikoti              | 52       |
| Ulvilan Konepaja Oy     | 49       |
| Maanrakennus Mykrä Oy   | 30       |

## Lieux et monuments
- Forge de Leineperi
- Mairie d'Ulvila
- Musée du cuir de Friitala
- Lac Joutsijärvi
- Lac Palusjärvi
- Lac Pyhäjärvi
- Église d'Ulvila
- Église de Kullaa
- Liikistö

## Personnalités
- Anne Holmlund, député
- Kaarlo Kangasniemi, champion olympique
- Aurora Karamzin, philanthrope
- Krista Kiuru, député
- Timo Koivusalo, réalisateur

## Jumelages
| Ville | Ville             | Pays | Pays    |
| ----- | ----------------- | ---- | ------- |
|       | Commune de Lihula |      | Estonie |
|       | Suure-Jaani,      |      | Estonie |

## Galerie

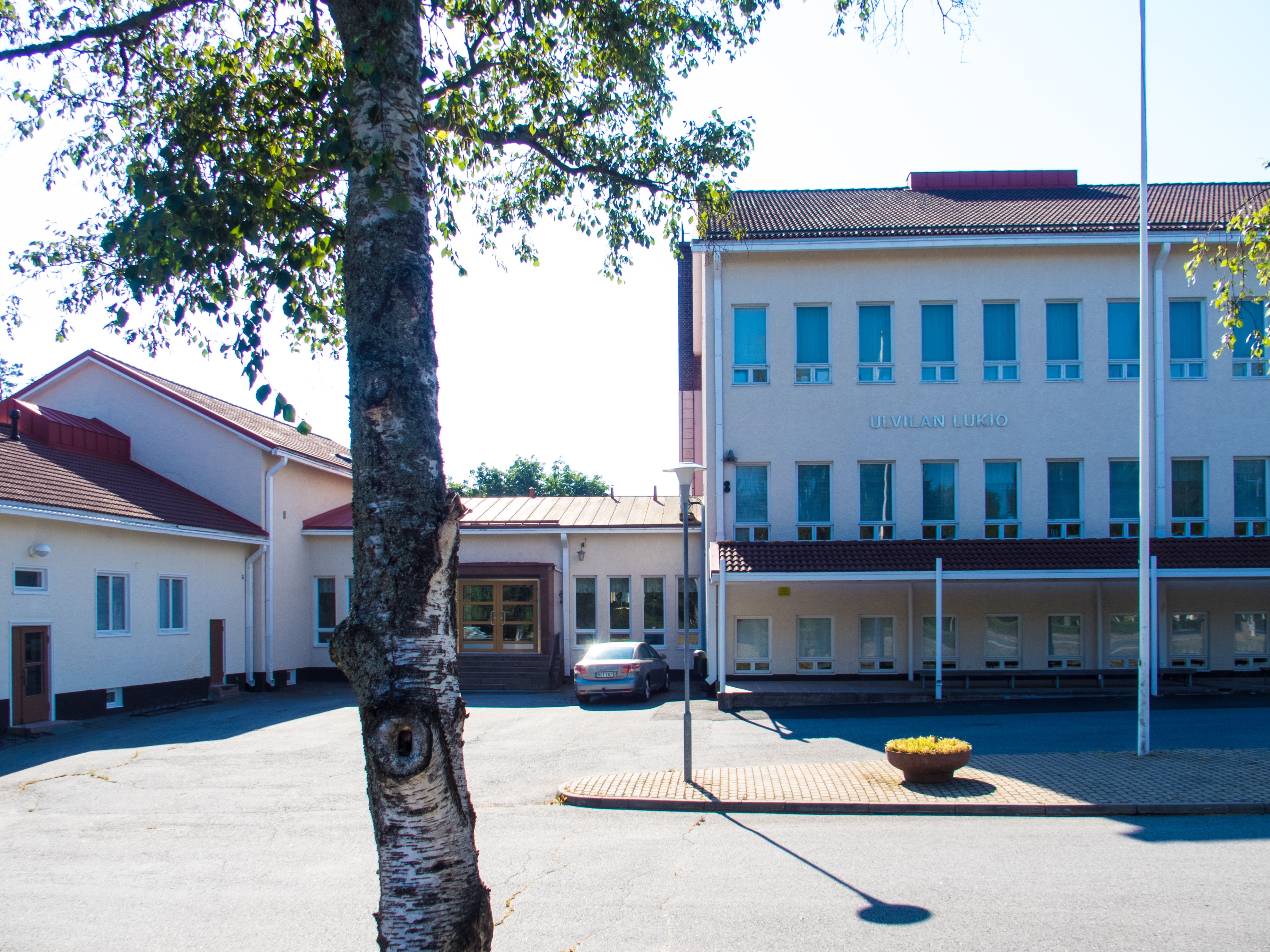
Lycée d'Ulvila.
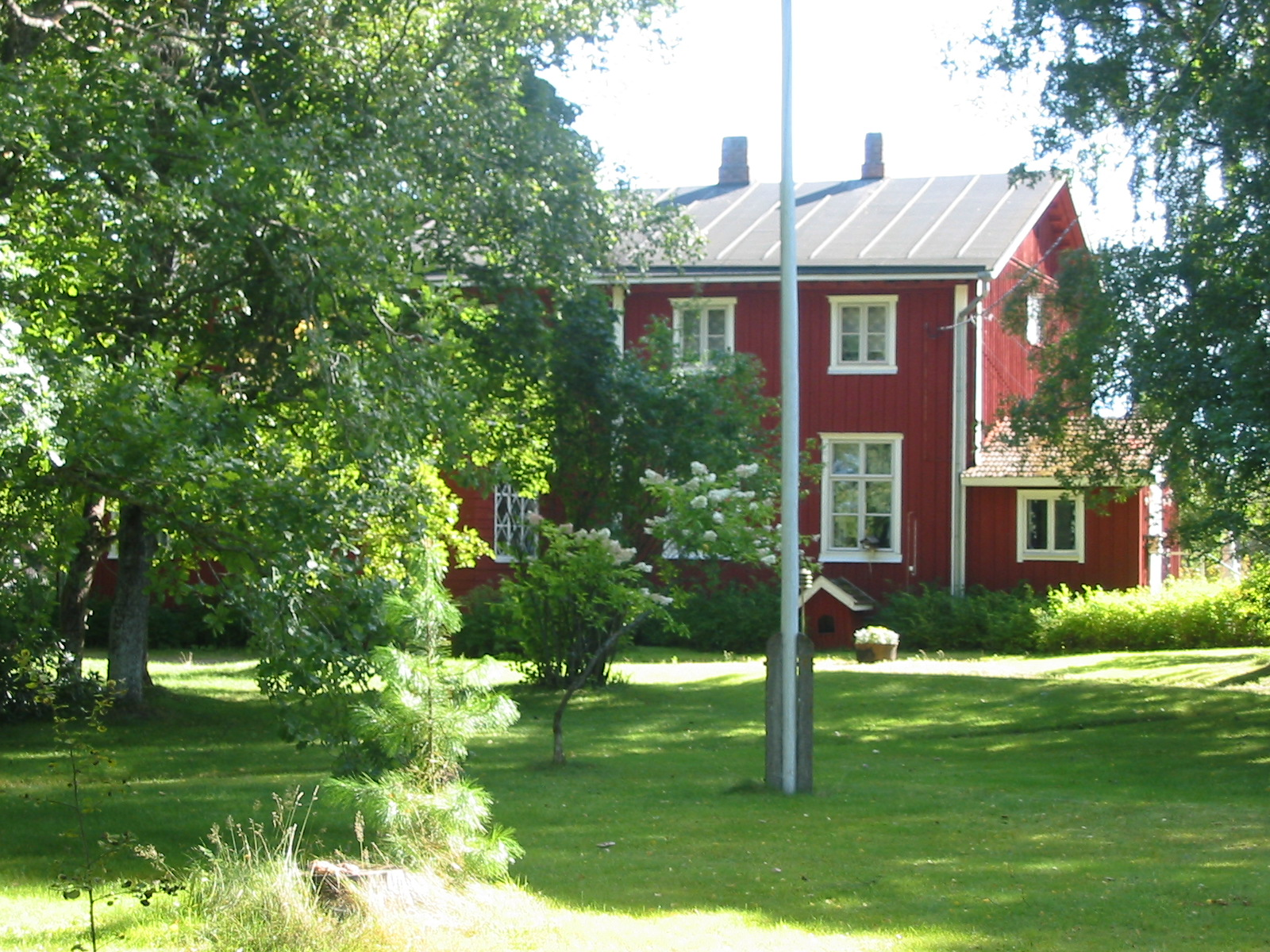
Manoir de Saari.
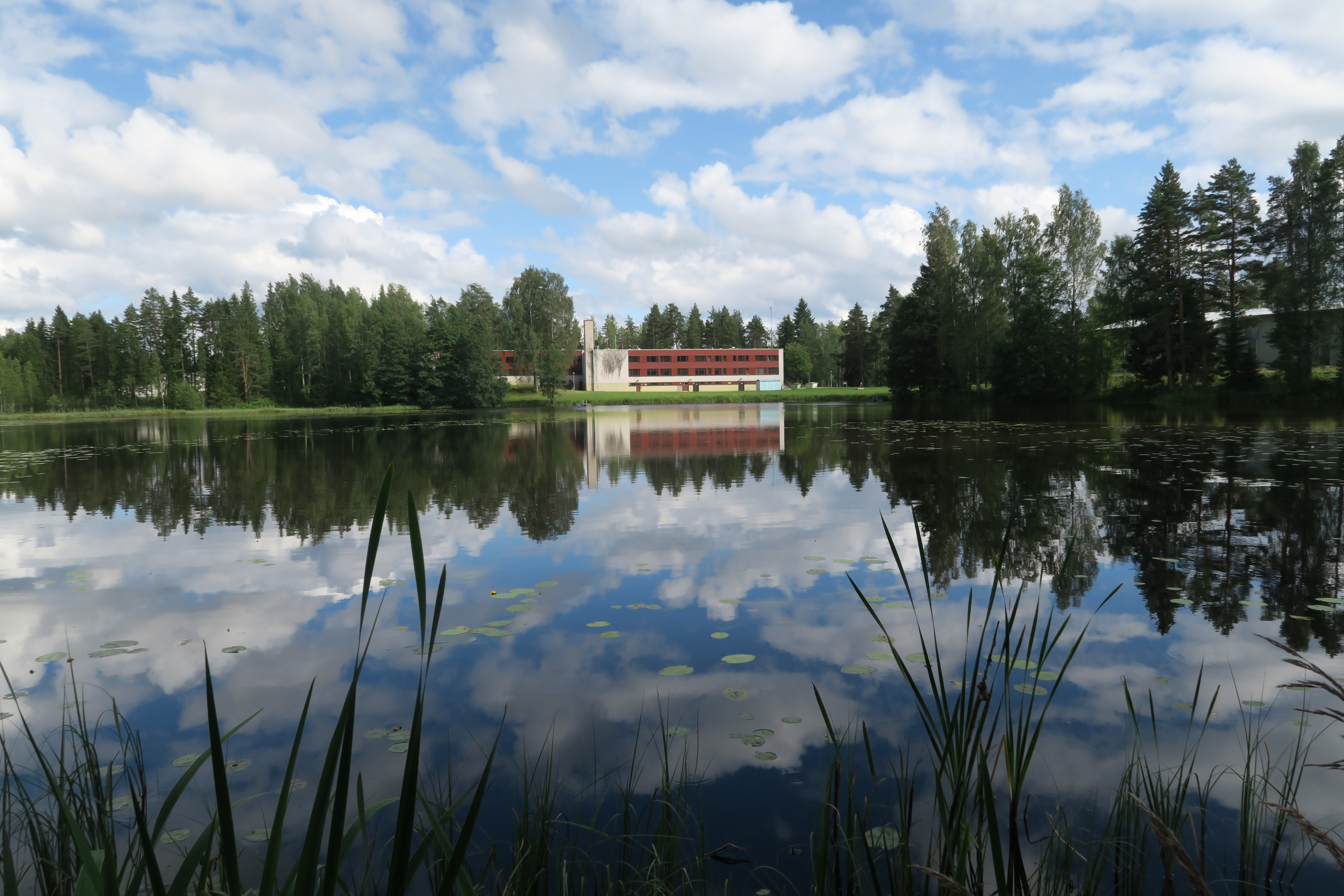
Sahalahti.
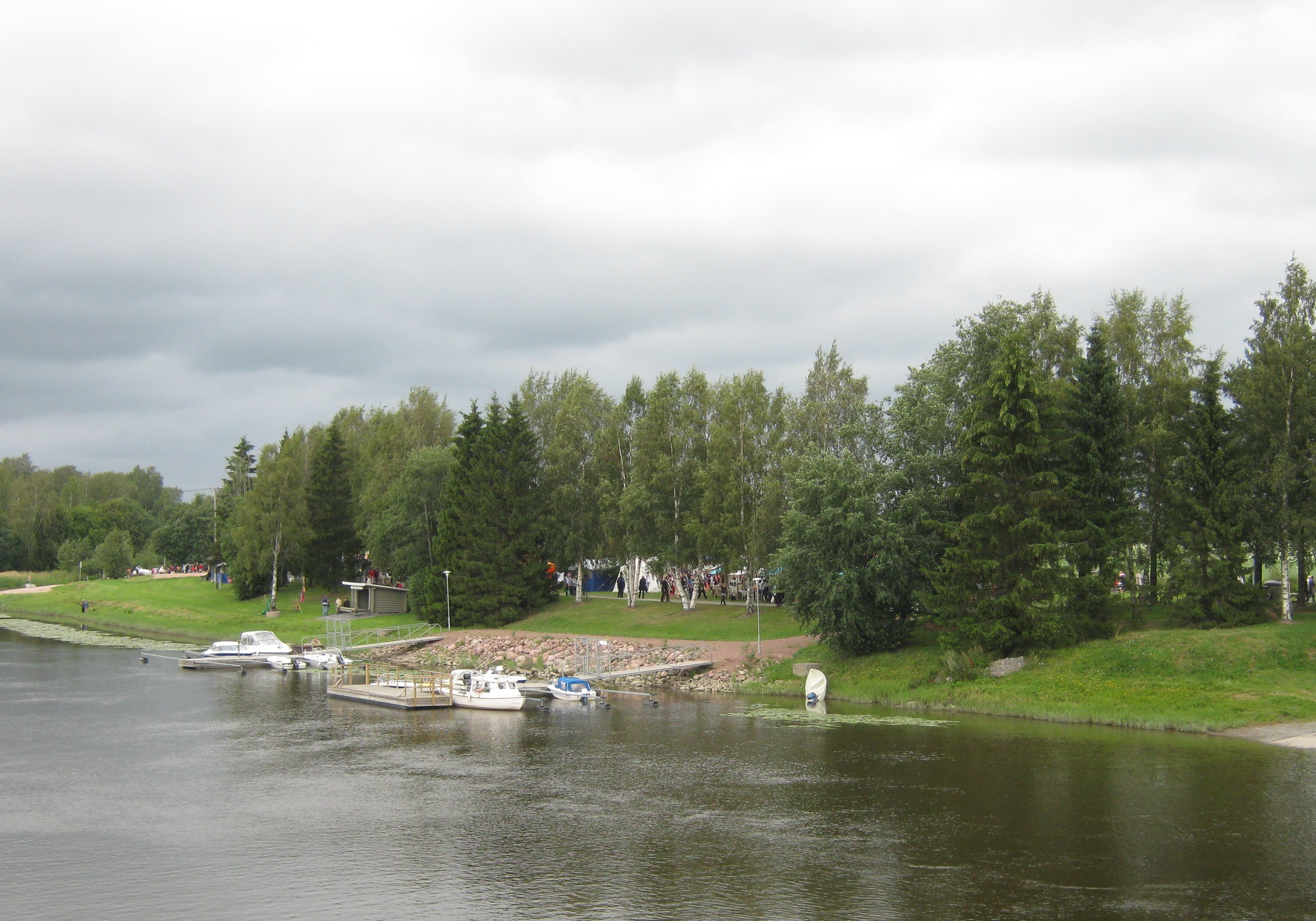
Hansasatama.